# Ventilateur centrifuge

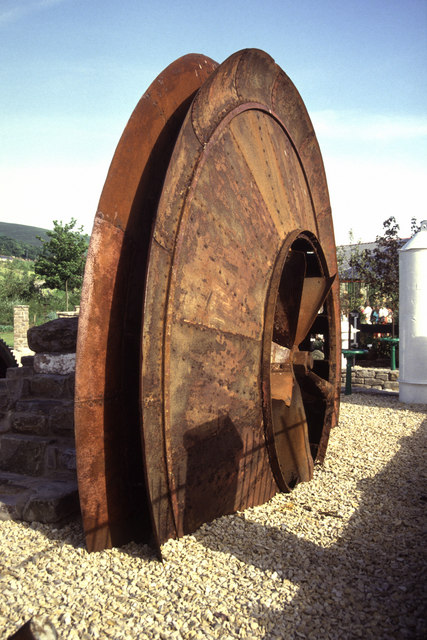
Ancien ventilateur centrifuge, au Ebbw Vale Garden Festival

Le ventilateur centrifuge (concept proche de celui de la pompe centrifuge) est un dispositif mécanique dans lequel l'air entre dans le ventilateur à travers son œil central pour en être expulsé au travers de la jante, ce qui en fait tantôt un dispositif de soufflage (comme un sèche-cheveux) et tantôt un dispositif d'aspiration, par exemple pour extraire l'air vicié d'une mine en le relâchant dans l'atmosphère.
Ce type de ventilateurs ne fournit qu'une faible différence de pression, inférieure à 0,3 bar, mais plusieurs de ces ventilateurs accouplés en série augmentent la pression finale en sortie (principe du ventilateur-compresseur).

## Ventilateurs Waddle

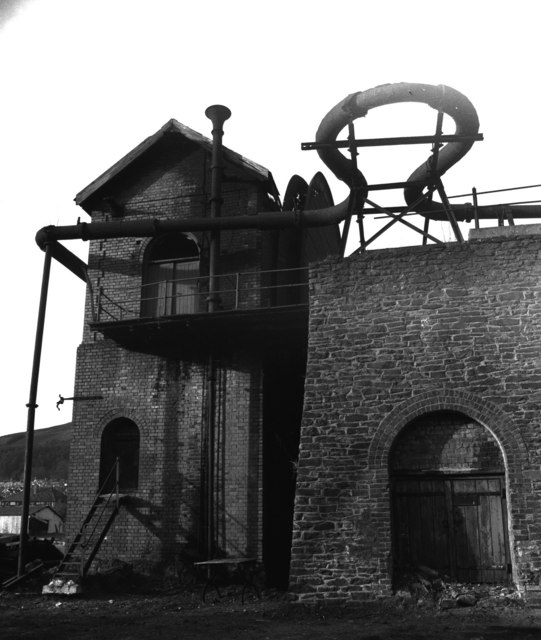
Exemple de grand ventilateur de type Waddle (Nixon's Navigation Colliery)

Ces ventilateurs (Waddle fans pour les anglophones) ou parfois simplement nommés Waddell, étaient de grands ventilateurs centrifuges utilisés pour ventiler les galeries de mine. 
Ils se distinguaient à la fois par leur très grande taille et par un carénage intégral permettant qu'ils soient montés à l'air libre.

Constructeurs : Waddle Engineering et Fan Company Limited, situés à Llanelli dans le Carmarthenshire au Royaume-Uni.
Ces systèmes de ventilation ont plutôt été utilisés dans leur région de création, au sud du Pays de Galles, mais ils l'ont aussi été largement dans d'autres régions minières anglaises
La société Waddle Engineering a été active de 1830 à 1970. Elle s'était spécialisée dans les très grands ventilateurs à rotation lente (lenteur qui les rendaient plus adapté au moteur à vapeur). Les ventilateurs à grande vitesse entraînés par des moteurs électriques sont devenus de plus en plus fréquents, poussant l'entreprise à la faillite.
Les archives de ces usines sont conservées par le service des archives de Carmarthenshire Archives, et par les archives Richard Burton de l'Université de Swansea.
Une installation ancienne typique comprenait autrefois un bâtiment de tête de fosse, généralement fait de pierre, avec à son côté un bâtiment abritant le moteur du ventilateur. Le ventilateur était positionné dans l'espace situé entre ces deux bâtiments connecté au puits par un oculus circulaire donnant dans l'œil du ventilateur.
La dépression interne de la tête de puits était maintenue plus ou moins efficacement par des joints étanches à l'air sur les fenêtres et portes ajustées du bâtiment de tête de puits. Si ce même bâtiment était utilisé pour le système d'enroulement des câbles de montée/descente des hommes et de l'équipement, alors un espace spécifiquement dédié à la ventilation pouvait exister (les cages de mine et les trains de wagonnets passant par les portes à fermeture automatique).
Le design caractéristique des Waddle était celui d'un ventilateur auto-enveloppé ou « sans écharpe », où le ventilateur rotatif formait sa propre enceinte. De petits ventilateurs de ce type sont encore courants, mais Waddle était la seule entreprise à en produire d'une taille propre à les rendre suffisants pour la ventilation minière.
Après la catastrophe minière de Hartley Colliery (en) en 1862, les propriétaires de mines ont été mis en demeure par l’État anglais d'améliorer la ventilation de leurs mines.
Des systèmes distincts de flux ascendant et descendants ont été exigés, de même que la présence de ventilateurs plutôt que l'ancien système de tirage au feu par une cheminée d'extraction de l'air. Ceci a encouragé les ventes de ventilateurs, en particulier des modèles Waddle (Comme la turbine du ventilateur formait son propre carénage, elle ne nécessitait que peu de besoins en ouvrages supplémentaires et était relativement facile à ajuster à une tête de puits existante).
Ces ventilateurs fonctionnait à des vitesses relativement faibles, généralement actionnés par des entraînements à corde ou sangle à partir d'une machine à vapeur horizontale située au rez-de-chaussée sous le ventilateur. Ils n'avaient toujours qu'une seule turbine et pour extraire les grands volumes d'air requis, étaient de très grand diamètre (couramment 40 pieds de diamètre.
Le ventilateur monoturbine était courant pour les grands ventilateurs destinés aux mines, mais certains fabricants utilisaient une turbine à double face pour donner deux fois le flux d'air pour une masse rotative similaire.

Waddle a toujours utilisé une roue à un seul côté avec un palier surélevé à la face arrière du ventilateur, ce qui était d'avoir des roulements placés dans le flux d'air (souvent humide), ce qui simplifiait la maintenance.
Les premiers ventilateurs centrifuges étaient de conception simple.
Un modèle de 1890 (Morton Colliery, Derbyshire) présentait une turbine conique peu profonde, de 40 pieds de diamètre et une largeur de 1 pied 6 pouces à la jante. Les lames internes étaient de forme extrêmement courbée. Sa construction est simple : des plaques plates de fer forgé étaient assemblées par des rivets et un angle de fer. En travaillant à 45 tours par minute, le ventilateur déplacait 70 000 pieds cubes d'air par minute.
En quelques années l'aérodynamique de la turbine a été améliorée, de même que leur vitesse et leur efficacité. Un ventilateur centrifuge de 1896 (Chanters Colliery, Tyldesley, Lancashire) avec les mêmes dimensions et la même vitesse, déplacait 150 000 pieds cubes par minute. L'une des améliorations était une jante évasée courbée vers l'extérieur  donnant un flux d'air plus lisse à la jante et aussi des lames internes plus droites, pour les ventilateurs à vitesse plus élevée.
Après la Première Guerre mondiale les moteurs électriques ont pris la place des machines à vapeur, ils demandaient des vitesses plus élevées, difficiles à maintenir dans les ventilateur de grand diamètre car une vitesse linéaire élevée à la jante y entraînait des turbulences et des vibrations mécaniques. Ces grands ventilateurs ont peu à peu été remplacés par des paires de petits ventilateurs (typiquement 17 pieds). Le design de Waddle est alors devenu obsolète.